# 加西市立富田小学校
加西市立富田小学校（かさいしりつ とみたしょうがっこう）は、兵庫県加西市窪田町にある公立小学校。

## 概要
学校は加西市の西部に位置する。北条鉄道北条線北条町駅から北西に約2キロメートルにあり、西側背後には標高175メートルの山がせまる。周辺は田畑が広がる田園地帯である。北方向の約500メートルには、中国自動車道が走り校区内には加西サービスエリアがある。

## 沿革

### 略歴
出典
1873年（明治6年）、西谷村正楽寺に達善学校、福居村長円寺に修身学校、北条町酒見寺に尚徳学校が設立される。1874年（明治7年）、西上野村恵徳寺に好善学校、西谷村の民家に昇行学校、畑村の民家に隆盛学校が設立される。その後、1892年（明治25年）9月、改正小学校令施行に伴い富田村と北条町は学校組合を設け、組合立北条尋常小学校を設立する。1901年（明治34年）4月、北条町との組合を解消し富田尋常小学校を富田村窪田に設置する。1904年（明治37年）4月、高等科を置き第二校舎を建築する。1907年（明治40年）4月に裁縫小学校を附設し、8月には第三校舎を建築する。1911年（明治44年）10月に第四校舎を建築する。
1920年（大正9年）4月に富田村立農業補習学校を併設、1926年（大正15年）7月に軍事教練を目的とした富田村立青年調練所を併設する。
1927年（昭和2年）4月の小学校令改正に伴い高等科に圖畫（図書）手工の二科目を、尋常科にも手工科を設置する。その後、1955年（昭和30年）に富田村と北条町の合併に伴い北条町立富田小学校と改称、1967年（昭和42年）4月1日、加西市発足に伴い加西市立富田小学校と改称する。

### 年表
出典
- 1873年（明治6年）- 達善学校を西谷に，修身学校を福居に，尚徳学校を北条に創立
- 1874年（明治7年）- 好善学校を西上野に，昇行学校を西谷に，隆盛学校を畑に創立
- 1876年（明治9年）- 博文小学校を北条に，有花小学校を山下に設立
- 1892年（明治25年）- 北条小学校に統合
- 1901年（明治34年）- 富田尋常小学校創立，富田村窪田に第一校舎建設
- 1904年（明治37年）- 富田尋常高等小学校に改称
- 1936年（昭和11年）- 講堂及び校舎改築
- 1941年（昭和16年）- 富田村立富田国民学校と改称
- 1947年（昭和22年）- 富田村立富田小学校と改称
- 1955年（昭和30年）- 北条町立富田小学校と改称
- 1961年（昭和36年）- 南校舎改築
- 1964年（昭和39年）- 給食設備設置，完全給食開始
- 1967年（昭和42年）- 加西市立富田小学校と改称
- 1968年（昭和43年）- 校歌制定
- 1969年（昭和44年）- プール竣工，運動場拡張
- 1982年（昭和57年）- 体育館新築
- 1983年（昭和58年）- 北校舎改築，体育倉庫新築，運動場造成拡張工事完成
- 1984年（昭和59年）- 温室改築
- 1985年（昭和60年）- プール増築
- 2005年（平成17年）- 学校創立百周年記念祭の開催
- 2015年（平成27年）- 南校舎耐震改築[3]
- 2022年（令和4年）- 北校舎改修工事

## 教育目標
しなやかに たくましく 未来を拓く 富田っ子

## 学校行事
| - 4月 着任式、始業式、離任式、入学式 - 5月 - 6月 プール開き | - 7月 終業式 - 8月 - 9月 始業式 | - 10月 運動会、修学旅行 - 11月 自然学校 - 12月 マラソン大会、終業式 | - 1月 始業式 - 2月 - 3月 6年生を送る会、卒業式、修了式 |

## 通学区域
- 加西市[4]
  - 谷町、西谷町、畑町、窪田町、吸谷町、西上野町（北条小学校の学区とする区域を除く）、市村町（北条小学校の学区とする区域を除く）、坂元町、福居町、谷口町、吉野町

## 進学先中学校
- 公立中学校の進学先は、加西市立北条中学校[4]

## 学区内の主な施設
- 加西市立北条中学校
- 加西警察署 富田駐在所
- 中国自動車道加西サービスエリア

## 交通
北条鉄道北条線北条町駅から北西に約2キロメートル、徒歩約30分

## 通学区域が隣接している学校
- 加西市立西在田小学校
- 加西市立北条小学校
- 加西市立賀茂小学校
- 福崎町立八千種小学校
- 市川町立瀬加小学校